# Escola Secundária Católica de Singapura
A Escola Secundária Católica de Singapura (公教中学) (Abreviação: CHS) é uma escola católica só para rapazes na Singapura.

## História
A escola foi fundada em 1935 pelo Reverendo Edward Becheras, um missionário francês. Embora seja uma instituição Católica, esta também aceita estudantes não católicos. A escola teve início no seio da Igreja de S.Pedro e Paulo.
A Escola Secundária Católica foi reconhecida como uma escola do Plano Especial de Assistência em 1979. Este permite os estudantes no top 10 de percentagem (notas) de escolher o Inglês e o Chinês como seu 1º idioma. No mesmo ano, as turmas pré-primárias começaram a preparar os seus estudantes para o estudo de Chinês na Escola Primária. A Escola Superior Católica expandiu a sua área para acomodar as suas turmas pré-primárias e as mais baixas do ensino primário na Gentle Road e as mais altas do ensino primário na Norfolk Road. Esta mudou a escola primária e superior para o seu sítio permanente na Bishan Street, 22, em 1992, para fazer face à procura de inscrição na escola.

## Instalações Desportivas
Esta escola tem várias instalações desportivas para os diferentes desportos das atividades extra-curriculares praticadas na Escola Secundária. Uma pista de 400 metros e um campo, um diamante de softbol e um campo aberto multi-ocasiões. Existem também espaços de lançamento do disco e de lançamento do dardo. Atrás do campo estão 2 courts de tênis e um courte de basquetebol. O Pavilhão dos Desportos, que está em construção, terá courts de basquetebol, courts de voleibol e courts de badmínton, mais bancadas para os espetadores. Existem dois ginásios na escola, localizados no espaço Secundário. A Escola Secundária Católica é uma das poucas escolas que tem curso de desporto, onde os estudantes passam por um rigoroso curso académico e desportivo.
Em 2010, A Escola Secundária Católica foi um local de treino para os atletas que competiram na Ginástica nos Jogos Olímpicos de Verão da Juventude de 2010.